# کوین زوهی
کوین زوهی (انگلیسی: Kévin Zohi؛ زادهٔ ۱۸ اوت ۱۹۹۷) بازیکن فوتبال اهل مالی است.
از باشگاه‌هایی که در آن بازی کرده‌است می‌توان به باشگاه فوتبال استراسبورگ اشاره کرد.
وی همچنین در تیم ملی فوتبال مالی بازی کرده‌است.